# Dionysos, genannt Narcissus

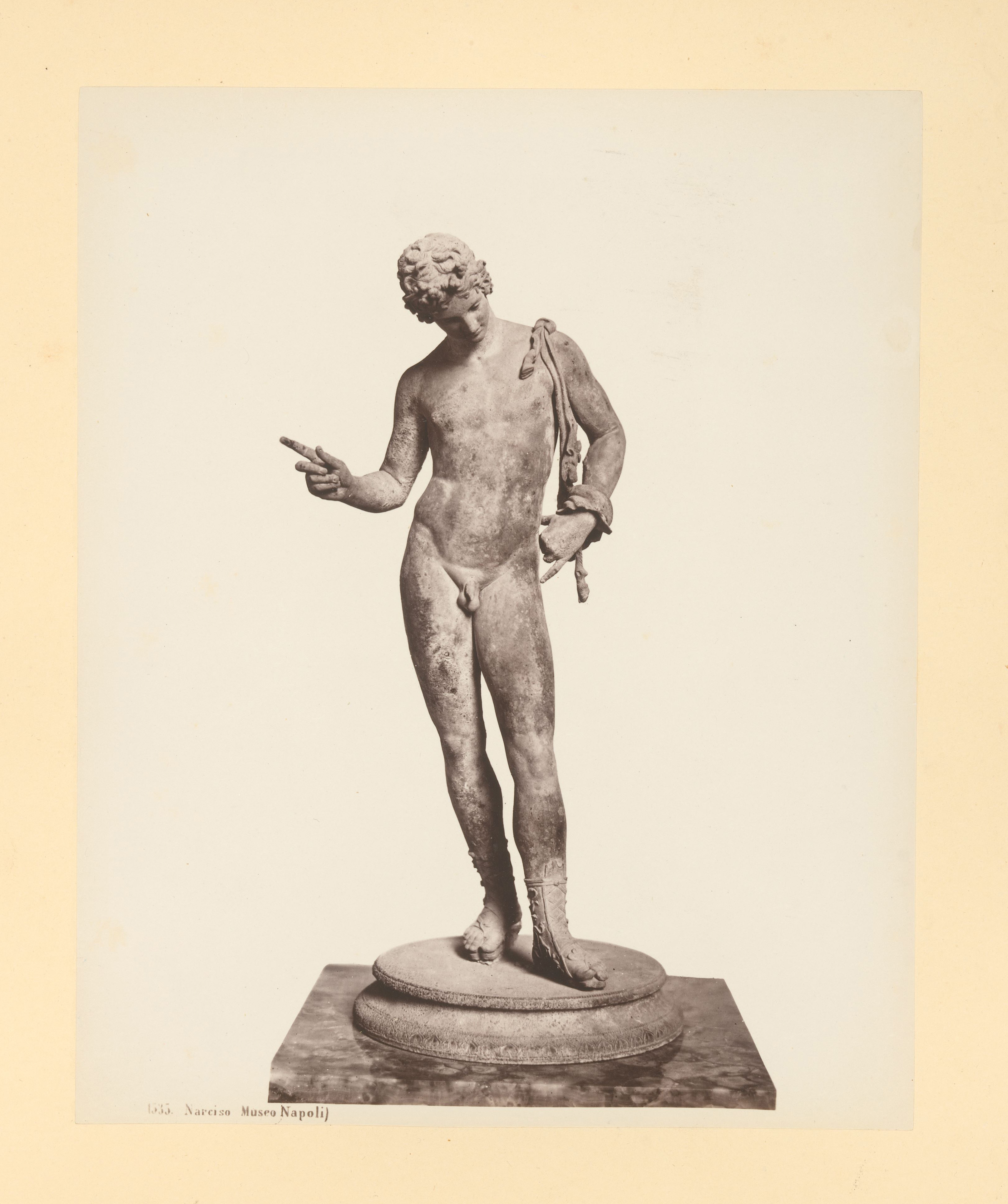

Dionysos, genannt Narcissus (italienisch Dioniso, così detto Narciso) ist eine antike römische Statuette aus Bronze, erstellt zwischen dem 1. Jahrhundert v. Chr. und dem 1. Jahrhundert n. Chr. Die Statuette wurde 1862 bei Ausgrabungen in Pompeji gefunden. Es wird angenommen, dass es sich bei der Statuette um eine römische Kopie eines antiken griechischen Originals aus dem 4. Jahrhundert v. Chr. handelt. 
Die Statuette wurde von einem Künstler der Schule des Praxiteles geschaffen. Dargestellt ist ein nackter, schlanker, nachdenklicher Ephebe, der in Kontraposthaltung steht und einen Efeukranz auf dem Kopf trägt. Über seine linke Schulter ist ein Ziegenfell geworfen, an seinen Füßen hängen Sandalen. Ursprünglich wurde die Statuette als Statue des mythischen schönen Narziss identifiziert, später wurde die Statuette als Abbild des Gottes Dionysos interpretiert. Ende des 19. und Anfang des 20. Jahrhunderts erfreute sie sich großer Beliebtheit und wurde vielfach kopiert. Die Statuette erregte unter anderem die Aufmerksamkeit von Vertretern der homosexuellen Subkultur (Oscar Wilde, Wilhelm von Gloeden, Pjotr Iljitsch Tschaikowski) und wurde auch zur Inspirationsquelle für die Ekphrasen von Wjatscheslaw Iwanowitsch Iwanow (1904) und Tennessee Williams (1948).
Die Statuette wird im Nationalen Archäologischen Museum von Neapel aufbewahrt.